# Prisión de Perth
La Prisión de Perth (en inglés: HMP Prison Perth) es una cárcel que alberga a presos varones adultos a corto plazo (aquellos presos que cumplen menos de 4 años). Un establecimiento de máxima seguridad, que también alberga defraudadores y aquellos en prisión preventiva en los tribunales de Angus, Ciudad de Dundee, Perth y Kinross y la parte norte de Fife. También hay una dependencia de seguridad para los presos de la categoría A que cumplen condenas de hasta cadena perpetua. La prisión tiene una unidad nacional que alberga prisioneros perturbadores, donde se produce la interacción del personal y prisioneros.